# أندريه برتو
أندريه برتو (بالإنجليزية: Andre Berto) مواليد 7 سبتمبر 1983 في فلوريدا، الولايات المتحدة، هو ملاكم هايتي يصنف ضمن فئة وزن الوسط. حقق بطولة المجلس العالمي للملاكمة. شارك في دورة الألعاب الأولمبية الصيفية.

## إحصائيات
خاض خلال مسيرته 34 نزالا، فاز في 30 وخسر في 4. فاز بالضربة القاضية في 23 نزالا.

## روابط خارجية
- أندريه برتو على موقع بوكس ريك (الإنجليزية) (registration required)
- أندريه برتو على موقع أوليمبيديا (الإنجليزية)